# Marengo (häst)

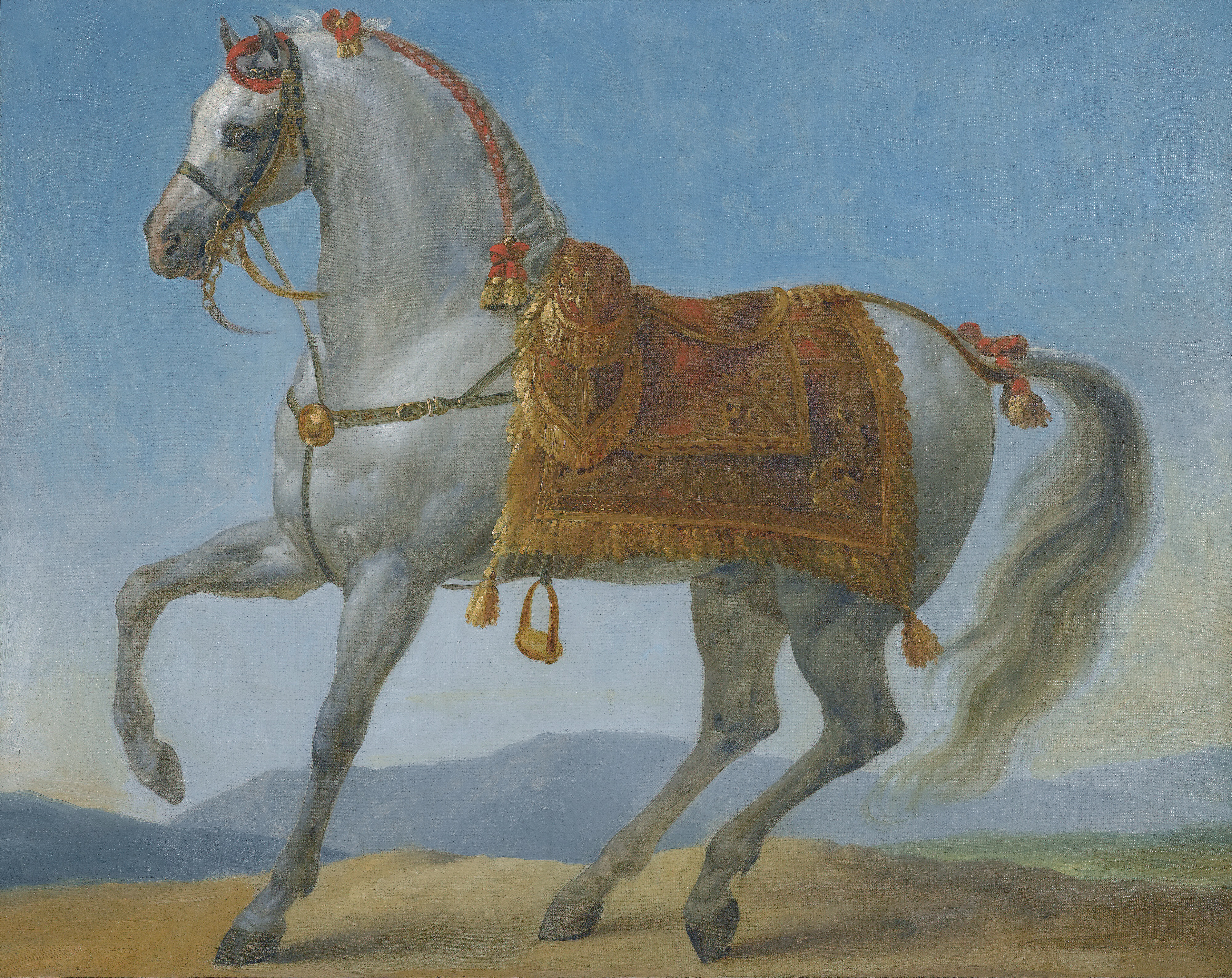
Marengo, målning av Antoine-Jean Gros, 1803

Marengo var en vit arabhäst som 1799 importerades från Egypten för att bli ridhäst åt Napoleon Bonaparte. Han fick sitt namn efter slaget vid Marengo, som fransmännen vann. Marengo överlevde Napoleons misslyckade återtåg från Moskva. Hästen sårades åtta gånger och bar Napoleon vid Austerlitz (1805), Jena (1806), Wagram (1809) och Waterloo (1815).
Marengo togs till fånga efter slaget vid Waterloo och fördes till England av Lord Petre. Han sålde honom till general J.J. Angerstein. De försökte använda Marengo inom aveln, men det var inget lyckat försök. Han dog vid 38 års ålder. På National Army Museum i London  finns hans skelett bevarat.